# Maserati 5000GT
Maserati 5000 GT (Tipo 103) är en sportbil, tillverkad av den italienska biltillverkaren Maserati mellan 1959 och 1964.
Maserati kunde inte stillasittande se på hur Ferrari sålde superdyra Superamerica-vagnar med den stora Lampredi-motorn till sina rikaste kunder. För att vara med och konkurrera på denna ytterst begränsade marknad plockade Maserati ned V8-motorn från tävlingsvagnen 450S i 3500-chassit och skapade sin egen supersportvagn, 5000 GT. Bilen byggdes i 34 exemplar, alla med individuella karosser från bland annat Touring, Vignale, Pininfarina och Bertone.
Varianter:
| Modell   | Motor              | Cylindervolym | Effekt | Bränslesystem              |
| -------- | ------------------ | ------------- | ------ | -------------------------- |
| Serie I  | 8-cyl V-motor DOHC | 4935 cm³      | 350 hk | 4 st Weber 45IDM förgasare |
| Serie II | 8-cyl V-motor DOHC | 4935 cm³      | 310 hk | Lucas bränsleinsprutning   |